# Zantman’s Rock
Zantman’s Rock ist eine Insel der Scilly-Inseln; er liegt 55 km westlich von Land’s End und etwa 10 km vom Zentrum der Scilly-Inseln entfernt. Zantman's Rock ist eine der westlichsten Inseln Englands; weiter westlich liegen nur noch die rund 400 Meter südsüdwestlich gelegenen Crim Rocks.
Die Insel wurde erstmals 1860 in den Seekarten verzeichnet. Bis dahin war Zantmans Rock unter den Crim Rocks subsumiert. Es gibt verschiedene Legenden die den Namen der Insel erklären. Die bekannteste erzählt von einem Niederländer der nach einem Schiffbruch auf der Insel festhing. Ein im August 1913 gestrandetes Schiff, die Susanna, prägt noch heute die Szenerie der Insel.

## Nachweise
1. ↑  Dixe Wills, (2005), The Z-Z of Great Britain, page 35. Icon. ISBN 1840467541